# The Ghost Note Symphonies, Vol. 1
A The Ghost Note Symphonies, Vol. 1 a Rise Against második válogatásalbuma. A lemez 2018. július 27-én jelent meg. A lemezen korábban kiadott Rise Against-dalok újragondolt, akusztikus hangszereléssel rögzített változatai kaptak helyet.
A felvételeket zenekar a Colorado államban lévő Fort Collinsban, a the Blasting Room stúdióban készítette Bill Stevenson és Jason Livermore producerekkel. Az album népszerűsítése érdekében a zenekar május 18-án kiadta a 2017-es House on Fire akusztikus változatát. Június 8-án ugyanígy tett, ezúttal az eredetileg a Revolutions per Minute lemezen hallható Like the Angel-t dolgozták fel, július 13-án pedig ugyanezen album Voices Off Camera dalának akusztikus változatát tették közzé.

## Az album dalai
Az összes dalszöveg szerzője Tim McIlrath. 
| 1.    | The Violence      | Wolves                 | 4:20 |
| 2.    | Audience of One   | Appeal to Reason       | 4:08 |
| 3.    | Faint Resemblance | The Unraveling         | 2:22 |
| 4.    | House on Fire     | Wolves                 | 3:24 |
| 5.    | Like the Angel    | Revolutions per Minute | 3:15 |
| 6.    | Miracle           | Wolves                 | 4:02 |
| 7.    | Savior            | Appeal to Reason       | 4:54 |
| 8.    | Wait for Me       | Endgame                | 3:51 |
| 9.    | Far From Perfect  | Wolves                 | 3:53 |
| 10.   | Voices Off Camera | Revolutions per Minute | 3:01 |
| 37:10 |                   |                        |      |

## Közreműködők

### Produkció
- Bill Stevenson, Jason Livermore, Andrew Berlin, Chris Beeble – producerek
- Jason Livermore – mixelés

## Helyezések

### Albumlisták
| Lista (2018)                         | Helyezés |
| ------------------------------------ | -------- |
| Belgium (Ultratop Flandria)          | 66       |
| Németország (Offizielle Top 100)     | 9        |
| Egyesült Királyság (Scottish Albums) | 86       |

## Fordítás
- Ez a szócikk részben vagy egészben a The Ghost Note Symphonies, Vol. 1 című angol Wikipédia-szócikk ezen változatának fordításán alapul.  Az eredeti cikk szerkesztőit annak laptörténete sorolja fel. Ez a jelzés csupán a megfogalmazás eredetét és a szerzői jogokat jelzi, nem szolgál a cikkben szereplő információk forrásmegjelöléseként.